# USS Tonawanda (AN-89)
El USS Tonawanda (AN-89) fue un buque de tendidos de redes de la clase Cohoes de la US Navy que sirvió de 1945 a 1959; y fue transferido a la marina de guerra de Haití como Jean Jacques Dessalines (MH-101).
Fue construido el Leathem D. Smith Shipbuilding Co. de Sturgeon Bay, Wisconsin. Fue botado en 1944 y permaneció en servicio hasta 1959. Fue transferido a Haití en 1960.